# Chi Cá rô phi
Chi Cá rô phi, tên khoa học Tilapia, là một chi cá hoàng đế đặc hữu của châu Phi trừ một loài (T. zillii) cũng phân bố ở Trung Đông. Phần lớn các loài trong chi này sống ở vùng nhiệt đới của Tây Phi và Trung Phi, nhưng cũng có một vài loài phân bố ở phía Bắc, Đông và Nam Phi. Một số loài phân bố khá hạn chế (như chỉ có 4 loài sống ở Hồ Ejagham và 9 loài sống ở Hồ Bermin) và có nguy cơ đe dọa cao. Một vài loài phân bố rất rộng rãi và có vai trò quan trọng trong thủy sản, và thậm chí đã du nhập đến nhiều nơi khác trên thế giới.

## Các loài
- Tilapia bakossiorum Stiassny, Schliewen & Dominey, 1992
- Tilapia baloni Trewavas & Stewart, 1975
- Tilapia bemini Thys van den Audenaerde, 1972
- Tilapia bilineata Pellegrin, 1900
- Tilapia brevimanus Boulenger, 1911
- Tilapia busumana Günther, 1903
- Tilapia buttikoferi Hubrecht, 1881
- Tilapia bythobates Stiassny, Schliewen & Dominey, 1992
- Tilapia cabrae Boulenger, 1899
- Tilapia cameronensis Holly, 1927
- Tilapia camerunensis Lönnberg, 1903
- Tilapia cessiana Thys van den Audenaerde, 1968
- Tilapia coffea Thys van den Audenaerde, 1970
- Tilapia congica Poll & Thys van den Audenaerde, 1960
- Tilapia dageti Thys van den Audenaerde, 1971
- Tilapia deckerti Thys van den Audenaerde, 1967
- Tilapia discolor Günther, 1903
- Tilapia ejagham Dunz & Schliewen, 2010[1]
- Tilapia flava Stiassny, Schliewen & Dominey, 1992
- Tilapia fusiforme Dunz & Schliewen, 2010[1]
- Tilapia guinasana Trewavas, 1936
- Tilapia guineensis Günther, 1862
- Tilapia gutturosa Stiassny, Schliewen & Dominey, 1992
- Tilapia imbriferna Stiassny, Schliewen & Dominey, 1992
- Tilapia ismailiaensis Mekkawy, 1995
- Tilapia jallae Boulenger, 1896
- Tilapia joka Thys van den Audenaerde, 1969
- Tilapia kottae Lönnberg, 1904
- Tilapia louka Thys van den Audenaerde, 1969
- Tilapia margaritacea Boulenger, 1916
- Tilapia nigrans Dunz & Schliewen, 2010[1]
- Tilapia mariae Boulenger, 1899
- Tilapia nyongana Thys van den Audenaerde, 1971
- Tilapia rendalli Boulenger, 1897
- Tilapia rheophila Daget, 1962
- Tilapia ruweti Poll & Thys van den Audenaerde, 1965
- Tilapia snyderae Stiassny, Schliewen & Dominey, 1992
- Tilapia sparrmanii Smith, 1840
- Tilapia spongotroktis Stiassny, Schliewen & Dominey, 1992
- Tilapia tholloni Sauvage, 1884)
- Tilapia thysi Stiassny, Schliewen & Dominey, 1992
- Tilapia walteri Thys van den Audenaerde, 1968
- Tilapia zillii Gervais, 1848